# Max Roser (Ministerialbeamter)
Max Roser (* 16. September 1880 in Tüllingen; † 1954) war ein deutscher Jurist und Eisenbahndirektor.

## Leben
Max Roser besuchte das Gymnasium in Baden-Baden und Heidelberg. Nach seinem Schulabschluss studierte er Rechtswissenschaften an der Universität Heidelberg und gehörte seit 1899 der Verbindung Vineta (seit 1909 Burschenschaft Vineta Heidelberg) an. Er promovierte 1903. Seine Gerichtsreferendarprüfung hatte er beim Ministerium der Justiz in Karlsruhe abgelegt. Vom 20. April 1903 bis 31. Dezember 1909 war er in der badischen Justizverwaltung. Ab 1907 war er nach bestandenem Assessorexamen als Gerichtsassessor bei der Generaldirektion der Badischen Staatseisenbahn in Karlsruhe. Hier blieb er bis 3. Mai 1910 und kam dann bis 30. September 1914 zur Betriebsinspektion nach Freiburg. Er wurde Regierungsrat und Kollegialmitglied bei der Generaldirektion Karlsruhe. Vom 16. Oktober 1914 bis 22. Mai 1919 war er als Beamter im Feldeisenbahndienst der Militärfeldeisenbahndirektion 3 in Charleroi.
Er war in dieser Zeit als Sachverständiger für Eisenbahnfragen bei der Waffenstillstandskommission in Spa. Vom 5. November 1919 bis 30. Juni 1925 war er Vortragender Rat und Ministerialrat in der Eisenbahnabteilung des Reichsverkehrsministeriums in Berlin. 1924 wurde er Reichsbahndirektor.
Ab dem 1. Juli 1925 war er bis 14. Juli 1933 Präsident der Reichsbahndirektion Frankfurt/Main, war dann bis 30. November 1944 Präsident der Reichsbahndirektion Karlsruhe und übernahm vom 1. Dezember 1944 bis 31. August 1945 einen sogenannte „Sonderauftrag“. Während des Zweiten Weltkriegs war er der Einzige der mehr als vierzig Direktionspräsidenten, der nicht in der NSDAP war.
Vom 1. September 1945 bis 31. Januar 1946 war er Präsident der Eisenbahndirektion Karlsruhe und wurde anschließend Oberpräsident der deutschen Eisenbahn in Speyer für die Französische Zone.
Am 23. Mai 1946 erhielt er über die französischen Militärregierung ein Schreiben der badischen Verwaltung in Freiburg, die die sofortige Dienstenthebung aussprach und seine Entlassung ankündigte. Zu diesem Zeitpunkt unterstand Roser nicht mehr der badischen Verwaltung, wobei das Schreiben aber durch die französische Militärregierung initiiert worden war.
Max Roser war Verfasser der Bücher Reichsbahnbeamtenrecht und Die Personalordnung (Perso) der Deutschen Reichsbahn-Gesellschaft, welche beide in mehreren Auflagen erschienen.

## Werke (Auswahl)
- Lohntarifvertrag für die Arbeiter der Reichseisenbahnverwaltung. Verlag für Politik und Wirtschaft, Berlin, 1921.
- Die Betriebsräte bei der Reichseisenbahnverwaltung. Verlag für Politik und Wirtschaft, Berlin, 1921, mehrere Auflagen.
- gemeinsam mit Fritz Busch: Zum ersten Heft „Die Bundesbahn“. In: Die Bundesbahn. Jahrgang 23, Heft 18/1949, 20. September 1949, S. 347.